# Gare de Kuntzig
Gare de Kuntzig vasútállomás Franciaországban, Kuntzig településen.

## Vasútvonalak
Az állomást az alábbi vasútvonalak érintik:
- Thionville–Anzeling-vasútvonal

## Kapcsolódó állomások
A vasútállomáshoz az alábbi állomások vannak a legközelebb:
- Gare de Yutz
- Gare de Distroff